# Колокольний (станція)
Колокольний (рос. Колокольный) — станція Могочинського регіону Забайкальської залізниці Росії, розташована на дільниці Куенга — Бамівська між колійним постом Красавка-Ханглі (відстань — 12 км) і станцією Чичатка (19 км). Відстань до ст. Куенга — 501 км, до ст. Бамівська — 248 км; до транзитного пункту Каримська — 733 км.